# Un día de suerte
Un día de suerte es una película dramática italoargentina de 2002 dirigida por Sandra Gugliotta, fue su ópera prima con guion escrito por Gugliotta y Marcelo Schapces. En Argentina fue conocida también como Lo que buscas es amor.
El tema de este docudrama es la crisis económica y el paro entre la población joven durante la crisis económica argentina (1998-2002). La película ganó dos premios, uno en el Festival Internacional de Cine de Berlín; también ganó el Premio Caligari Film y el Premio Quijote.

## Sinopsis
En 2000 Elsa (Valentina Bassi), una mujer de 25 años que apenas se gana la vida como mujer-anuncio en las calles de Buenos Aires. Como chica anuncio, hace lo que se puede considerar un trabajo humillante: entregar flyers de comprimidos "antiestrés" a automovilistas y peatones, vestirse con trajes extraños para restaurantes de comida rápida y similares.
Durante la película, las protestas tienen lugar en las calles de Buenos Aires pero Elsa las ignora. Se incluyen escenas documentales de los disturbios de 2001 que parecen disparados por una cámara de mano. Sueña con huir de su empobrecido país y viajar a Italia donde un antiguo "novio", a quien ella tenía un stand de una noche con varios meses antes, dejó para mejores oportunidades. Esto es irónico porque su abuelo anarquista (Darío Víttori) salió de Italia y llegó a Argentina para escapar de la pobreza (todavía tiene puntos de vista anti-establecimiento) hace años.
Su novio Walter (Fernán Mirás) protesta por la idea, pero su abuelo la insta a seguir su corazón. Su sueño es sobre todo una fantasía que tiene para mejorar el estrés de tener que sobrevivir durante los problemas económicos de Argentina.

## Reparto
- Valentina Bassi - Elsa
- Claudio Gallardou - Alejandro
- Fernán Mirás - Walter
- Lola Berthet - Laura
- Darío Vittori - Abuelo
- Jesús Berenguer - Franco
- Damián De Santo - Toni
- Nicolás Mateo - Erasmo
- Claudia Lapacó - Madre
- Luis Luque - Hernando
- María Laura Cali - Claudia
- Mario Paolucci - Arístides
- Gogo Andreu - Evaristo

## Premios
- Festival Internacional de Cine de Berlín : Caligari Film Award; Premio Don Quijote - Mención Especial, 2002[5]

- Ankara Flying Broom International Women 's Film Festival: premio FIPRESCI, 2002

- Asociación de Cronistas Cinematográficos de la Argentina Cóndor de Plata; mejor primer filme, Sandra Gugliotta; 2003

- Buenos Aires Festival Internacional de Cine Independiente: mejor filme, Sandra Gugliotta; 2002

- Goya a la mejor película extranjera de habla hispana, Sandra Gugliotta; 2003[6]